# Mafia: Definitive Edition
Mafia: Definitive Edition је акционо-авантуристичка видео-игра из 2020. године коју је развио студио Hangar 13 а издао 2K Games. Четврти је главни наслов у серијалу Mafia и представља римејк игре Mafia: The City of Lost Heaven из 2002. године.
Радња је смештена у фиктивном граду Лост Хевен (заснован на Чикагу) током 1930-их. Прича прати успон и пад некадашњег таксисте Томија Анџела који је одлучио да уплива у мафијашки живот полевши да ради за криминалну организацију Салијери. Поред стандарног мода приче, играч може да истражује град у коме се налазе разне споредне мисије и друге занимљивости. Римејк је са собом донео неколико побољшања у односу на оригиналну причу и гејмплеј која укључују нове дијалоге, преуређене локације, нова динамика мисија, увођење мотоцикала итд. Поред наведеног, девелопери су ангажовали потпуно нове гласовне глумце а и направљен је нови засебни саундтрек.
Игра је доступна за Microsoft Windows, PlayStation 4 и Xbox One од 25. септембра 2020. Игра је имала углавном позитивне оцене код критичара — хваљена је ревилитизација приче, глума и графика док су критике најчешће биле упућене разним техничким проблемима као и застарелом механиком борбе.